# Edward Flynn
Edward Flynn, född 25 oktober 1909 i New Orleans, död 7 februari 1976 i Tampa, var en amerikansk boxare.
Flynn blev olympisk mästare i weltervikt i boxning vid sommarspelen 1932 i Los Angeles.